# (35671) 1998 SN165
(35671) 1998 SN165 — транснептуновий об'єкт, відкритий 23 вересня 1998 року в обсерваторії Стюарда.
Спочатку об'єкт був класифікований як плутино, оскільки він складається в резонансі 2:3 із Нептуном. У серпні 2001 року він, як і раніше, класифікувався як найбільший плутино після Плутона і Харона, але пізніше, після відкриттів таких плутино, як (38628) Гуйя, (28978) Іксіон і (90482) Орк, які були більші, він перестав класифікуватися як плутино.
З таким низьким альбедо (0,04) і абсолютною величиною (5,8), об'єкт (35671) 1998 SN165 має досить великі розміри і може бути кандидатом в плутоїди.